# هنري روثفن مور
هنري روثفن مور (بالإنجليزية: Henry Ruthven Moore)‏، من مواليد 29 أغسطس 1886، وتوفي بتاريخ 12 مارس 1978، وهو ضابط البحرية عسكري بريطاني برتبة فريق أول، شارك هنري في الحربين العالمتين الأولى والثانية. He retired in 1951.

## روابط خارجية
- هنري روثفن مور على موقع مونزينجر (الألمانية)